# Lud Słowiański
Lud Słowiański – pismo poświęcone dialektologii i etnografii ludów słowiańskich wydawany w Krakowie w latach 1929–1939 przez Kazimierza Nitscha oraz Kazimierza Moszyńskiego. Nitsch był redaktorem części poświęconej dialektologii, a Moszyński – etnografii. Łącznie ukazały się 4 tomy pisma: 1929/30, 1931, 1933, 1938. Na łamach „Ludu Słowiańskiego” ukazywały się teksty w języku polskim, czeskim, rosyjskim, niemieckim i francuskim. 